# Albert Grisar (compositeur)
Pour les articles homonymes, voir Albert Grisar.
Albert Grisar est un compositeur belge né le 25 décembre 1808 à Anvers et mort le 15 juin 1869 à Asnières.

## Biographie
Il étudie à Paris sous le tutorat d'Antoine Reicha. Ses premiers opéras sont Le mariage impossible, représenté en 1833 à Bruxelles, suivi de Sarah en 1836, L'an mil en 1837, La Suisse à Trianon en 1838, Les travestissements en 1839 ; certaines de ces œuvres sont réalisées avec la collaboration de François-Adrien Boieldieu.
L'année suivante, il se rend à Naples se perfectionner avec Saverio Mercadante ; à son retour à Paris, il reprend ses compositions avec Gilles ravisseur en 1848, Bonsoir, Monsieur Pantalon en 1851, Le carilloneur de Bruges en 1852. Il collabore avec Friedrich von Flotow pour L'Eau merveilleuse (1839) et avec François-Adrien Boieldieu pour L'opéra à la cour (1840).
Il est inhumé au cimetière du Père-Lachaise (71e division).

## Œuvres
- Le Mariage impossible, création : Théâtre de la Monnaie, Bruxelles 1833
- Sarah ou L'Orpheline de Glencoé, création : Opéra-Comique, Paris 1836
- L'An mil, UA: Opéra-Comique, Paris 1837
- Lady Melvil / Le Joaillier de Saint-James, création : Théâtre de la Renaissance, Paris 1838
- La Suisse à Trianon, Paris 1838
- L'Eau merveilleuse, création : Théâtre de la Renaissance, Paris 1839
- Les Travestissements, Paris 1839
- Gille ravisseur, création : Opéra-Comique, Paris 1848
- Les Porcherons, création : Opéra-Comique, Paris 1850
- Bonsoir, monsieur Pantalon, création : Opéra-Comique, Paris 1851
- Le Carillonneur de Bruges, création : Opéra-Comique, Paris 1852
- Les Amours du diable, création : Théâtre Lyrique, Paris 1853
- Le Chien du jardinier, création : Opéra-Comique, Paris 1855
- Voyage autour de ma chambre, Paris 1859
- Le Joaillier de Saint-James, opéra-comique en 3 actes, textes de Jules-Henri Vernoy de Saint-Georges et Adolphe de Leuven : Opéra-Comique, 17 février 1862
- La Chatte merveilleuse, création : Théâtre Lyrique, Paris 1862
- Les Bégaiements d'amour, Paris 1864
- Les Douze innocentes, opéra-bouffe, paroles d'Émile de Najac, musique d'Albert Grisar, le 19 octobre 1865, théâtre des Bouffes-parisiens.
- Le Procès, 1867